# مطار غوما
مطار غوما (إياتا: GOM، إيكاو: FZNA) هو مطار دولي يخدم مدينة غوما في شرق جمهورية الكونغو الديمقراطية، تعرض المطار في عام 2002 لبركان نيراجونجو الذي غمر جزءاً كبيراً من مدرجه مما منعه من إستقبال الطائرات الكبيرة الحجم.
خلال هجوم حركة 23 مارس (2022 حتى الآن)، وصلت تقارير بأن المطار استولت عليه حركة 23 مارس (M23) خلال معركة غوما في يناير 2025.

## شركات الطيران والوجهات
| شركـات طيـران            | الوجهات                                                        |
| ------------------------ | -------------------------------------------------------------- |
| الشركة الإفريقية للطيران | مطار بني مافيفي ‏، Bunia، Kavumu، Kindu، مطار ندجيلي، Kisangani |
| الكونغو للطيران          | Kindu، مطار ندجيلي، Kisangani                                  |
| الخطوط الجوية الإثيوبية  | مطار أديس أبابا بولي الدولي                                    |
| جامبو جيت                | مطار جومو كينياتا الدولي                                       |
| الخطوط الجوية الرواندية  | مطار كيغالي الدولي                                             |